# Milk Coffee and Sugar
Milk Coffee and Sugar est un groupe de hip-hop et de slam français, originaire de Paris. Formé en 2008, le groupe se compose des rappeurs Gaël Faye et Edgar Sekloka alias Suga. Ils sont principalement influencés par le groupe de rap jazz américain The Roots, par le collectif de hip-hop français Time Bomb et par les musiques africaines. Entourés par les beatmakers Jr EakEe, Fabiolitto, Kumotronic ou encore Boolban, le groupe est accompagné sur scène par le compositeur et arrangeur Guillaume Poncelet qui assure trompette et clavier, ainsi que du batteur d'Electro Deluxe, Arnaud Renaville.

## Biographie
Gaël est né à Bujumbura, d'un père français et d'une mère rwandaise, et a grandi au Burundi. Il immigre à Paris en 1995, et commence à écrire des textes. Edgar est franco-camerounais.
Gaël Faye et Edgar Sekloka se rencontrent en 2004 autour d’un projet d’une pièce de théâtre-slam intitulée L’Éclipse des cent jours créée pour les 10 ans de la commémoration du génocide des Tutsi au Rwanda. De ce projet naît le collectif de slam Chant d’Encre. À partir de 2006, Gaël et Edgar commencent à élaborer des maquettes sous le nom de MC’S pour « maître de cérémonies », en hommage à l’une des disciplines du hip-hop, le MCing. MC’S deviendra par la suite Milk Coffee and Sugar, lorsqu'Edgar sort son premier roman Coffee en 2008 aux Éditions Sarbacane. En 2009, sous l'impulsion de Touria El Haouzi, leur manager, ils créent le label 6D Production et commencent à produire leur premier album. Le 24 novembre 2009, ils sortent un maxi 5 titres en vente sur Internet.
Le 10 mai 2010 sort le premier album éponyme, qui fait participer le groupe sud-africain Tumi and The Volume, le rappeur américain Beat Assailant, les chanteurs Jali, Bruno Edjenguele ou encore les chanteuses Marie M et Ange Fandoh. Le groupe est révélation du Printemps de Bourges en 2011, et fait une tournée à travers la France, se retrouvant en premières parties de têtes d'affiche telles qu'Oxmo Puccino, La Rumeur, Beat Assailant, Blitz the Ambassador, Hocus Pocus, Kev Brown, Ben l’Oncle Soul, Sly Johnson, Tumi and The Volume, et Casey.
Edgar Sekloka quitte le groupe en 2015 et sort plusieurs projets : Ici/Là-Bas en 2016, Chaplinesques en 2018, Musique noire en 2020 et un EP intitulé Unpeude sucrr en 2021. Du côté de Gaël Faye son 2ème album Lundi Méchant en novembre 2020 (certifié disque d'or) suivi d'un EP intitulé Mauve Jacaranda.

## Discographie

### Album studio
- 2010 : Milk Coffee and Sugar

### EP
- 2009 : Milk Coffee and Sugar

### Solo
- 2013 : Pili pili sur un croissant au beurre (Gaël Faye)
- 2016 : Ici / Là-Bas (Edgar Sekloka)
- 2017 : EP Rythmes et Botaniques (Gaël Faye)
- 2018 : Chaplinesques (Edgar Sekloka)
- 2018 : EP Balade Brésilienne (Gaël Faye)
- 2020 : Musique noire (Edgar Sekloka)
- 2020 : Lundi Méchant (Gaël Faye)
- 2021 : Unpeude sucrr (Edgar Sekloka)
- 2022 : EP Mauve Jacaranda (Gaël Faye)